# Sumpskogssångare
Sumpskogssångare (Vermivora bachmanii) är en mycket fåtalig och möjligen utdöd fågel i familjen skogssångare som enbart förekommer i sydöstra USA. IUCN kategoriserar den som akut hotad.

## Utseende och läten
Sumpskogssångaren är en liten (12 cm) och nätt medlem av familjen med en slank, något nedåtböjd näbb. Den vuxna hanen har grå nacke, svart längst fram på pannan och gult bakom, liksom i en ring runt ögat på tygeln, strupen och ögonbrynsstrecket. Även undersidan är gul med en svart fläck på övre delen av bröstet och vita undre stjärttäckare. Ovansidan är olivgrön med grönkantade grå vingar med gula mindre täckare. Stjärten är grå med vita fläckar på stjärtpennornas innerfan utom de mittersta.
Unga hanar är mattare med otydlig svart bröstfläck och inget svart i pannan. Även honan är mer färglös än den vuxna hanen, med vitaktig ögonring, avsaknad av svart och två beigefärgade vingband. Sången består av en pulserande, elektrisk eller insektsliknande drill, ibland avgiven i sångflykt, medan lätet beskrivs som ett väsande, lågt "zee e eep".

## Utbredning och status
Sumpskogssångaren förekom tidigare i sydöstra USA, där den noterats häcka i Missouri, Arkansas, Kentucky, Alabama och South Carolina. Fynd finns även under häckningstid från andra delstater. Övervintrande fåglar har observerats på Kuba, tillfälligtvis även i Florida. Det senaste häckningsfyndet var 1937 och den har inte rapporterats sedan 1988. Den kan försvunnit på grund av habitatförstörelse både i häcknings- och övervintringsområdena. Återstående miljöer finns dock där arten inte eftersökts och alla obekräftade rapporter har ännu inte följts upp. Internationella naturvårdsunionen IUCN har därför ännu inte klassat den som utdöd utan placerar den i kategorin akut hotad (CR), med tillfägget "möjligen utdöd".

## Namn
Fågelns vetenskapliga namn är en hyllning till John Bachman (1790–1874), en amerikansk vetenskapsman och naturforskare och nära vän till John James Audubon. Tidigare kallades den bachmanskogssångare även på svenska, men tilldelades 2023 ett mer informativt namn av BirdLife Sveriges taxonomikommitté.